# Jordi Bonell
Jordi Bonell i Dayá (Barcelona, 3 de marzo de 1958 - Caldas de Estrach, Barcelona; 18 de noviembre de 2024) fue un guitarrista y compositor español. Músico de jazz-rock o jazz de fusión, fusión de la música mediterránea con el jazz, la canción de autor y la world music.

## Trayectoria artística
Bonell estudió guitarra y piano en el Conservatori del Liceu y perfeccionó los conocimientos musicales en la New School for Social Research de Nova York y con el guitarrista Jim Hall. En los años 70 creó la banda Secta Sónica junto a Gato Pérez, Víctor Cortina y Rafael Zaragoza, un grupo de "música laietana". Posteriormente, se incorporó en el grupo Música Urbana y después participó en otros proyectos producidos o arreglados por Joan Albert Amargós, como Bon vent i barca nova (1978) –de Ovidi Montllor– o Pijama de saliva (1982) – de Francesc Pi de la Serra. 
Bonell grabó discos con Lola Flores, Joan Manuel Serrat, Gato Pérez, Dyango, Moncho, Marina Rossell, Santiago Auserón (Juan Perro) o Miguel Bosé. También colaboró con Miquel Pujadó –El temps dels fanals en flor (1982)–, Llorenç Santamaria –en el disco homónimo (Philips, 1983)–; Sergio Dalma –Esa chica es mía (1989)– o Guillermina Motta –Bestiari (1989)–, además de con la orquesta Factoria Musical.
Formó parte del grupo Bocanegra, fundado por Víctor Obiols y Pep Sales. En 1988 lideró el proyecto Azúcar Imaginario. Fue distinguido como mejor guitarrista en dos ocasiones –1993 y 1994–, de la mano de la Associació de Músics de Jazz de Catalunya. En los años noventa participó en numerosas bandas sonoras para cine y televisión.
Tocó con artistas jazzísticos como Chet Baker, Marc Johnson, Archie Shepp, Jim Hall, Tim Riess, Gary Willis, Larry Willis, y con músicos como Jorge Pardo, Carles Benavent, Horacio Fumero o Chano Domínguez. Durante muchos años fue profesor del Taller de Músics de Barcelona.

## Discografía
- Fred Pedralbes (con el grupo Secta Sónica; Edigsa, 1976)
- Astroferia (con el grupo Secta Sónica; Edigsa, 1977)
- Azúcar Imaginario (Origen, 1988)
- Àngel (Discmedi Blau, 1998)
- Corda brava (2002)
- Agua madre (World Village, 2004)
- Duo (Jordi Bonell & Dani Pérez) (New Mood Jazz, 2004)
- Al Volver Nunca Se Vuelve (Italo Boggio Trio & Jordi Bonell) (New Mood Jazz, 2005)
- Jazz a l'Estudi (Carles Benavent & Jordi Bonell con Roger Blàvia) (2011)
- Live in my land (Albert Marquès Trio & Jordi Bonell) (2016)
- Gemini (Jordi Gaspar, Jordi Bonell, Roger Blàvia) (Discmedi, 2016)
- Coral pulse (Temps Record, 2016)
- Musica Cordis (Jordi Bonell & Jordi Farrés)  (MoojalRecords, 2024)

- Jordi Bonell en Discogs